# Sidorejo (Medan Tembung)
Sidorejo is een bestuurslaag in het regentschap Medan van de provincie Noord-Sumatra, Indonesië. Sidorejo telt 21.018 inwoners (volkstelling 2010).